# 1926 en sport

Cet article présente les faits marquants de l'année 1926 en sport.

## Automobile
- Le Britannique Victor Bruce remporte le Rallye automobile Monte-Carlo sur une AC Bristol.
- 24 heures du Mans : la Lorraine-Dietrich gagne les 24H avec les pilotes Robert Bloch et André Rossignol.
- 31 mai : 500 miles d'Indianapolis. Le pilote américain Frank Lockhart s'impose sur une Miller.
- 27 juin : Grand Prix de France à Miramas. Le pilote français Jules Goux s'impose sur une Bugatti.
- 18 juillet : première édition du Grand Prix d'Espagne à Lazarte qui est l'une des cinq étapes du championnat du monde des constructeurs. Le pilote français Jules Goux s'impose sur une Bugatti.
- 7 août : première édition du Grand Prix de Grande-Bretagne, course inscrite au championnat du monde des constructeurs comme les 500 miles et les GP de France, d'Europe et d'Italie. Les pilotes français Louis Wagner et Robert Sénéchal s'imposent sur une Delage.
- 5 septembre : Grand Prix d'Italie à Monza. Le pilote français Louis Charavel s'impose sur une Bugatti. Bugatti est sacré champion du monde des constructeurs.

## Baseball
- Les Saint Louis Cardinals remportent les World Series face aux New York Yankees.
- Troisième édition des World Series noires entre les champions de la Negro National League et de la Eastern Colored League. Les Chicago American Giants (NNL) s'imposent face aux Bacharach Giants (ECL).

## Basket-ball
- Le Foyer Alsacien Mulhouse champion de France.

## Cricket
- Fondation à Colwall de  la Women's Cricket Association

## Cyclisme
- Le Belge Julien Delbecque s’impose sur le Paris-Roubaix.
- Tour de France (20 juin - 18 juillet) : Le Belge Lucien Buysse s’impose devant le Luxembourgeois Nicolas Frantz et l’Italien Bartolomeo Aimo.
  - Articlé détaillé : Tour de France 1926

## Football
- Celtic est champion d’Écosse.
- 10 avril : St Mirren FC remporte la Coupe d’Écosse face au Celtic, 2-0.
- Huddersfield Town FC champion d’Angleterre.
- 24 avril : Bolton Wanderers remporte la Coupe d’Angleterre face à Manchester City, 1-0.
- 9 mai : l’Olympique de Marseille remporte la Coupe de France face à l’AS Valentigney, 4-1.
- 16 mai : FC Barcelone remporte la Coupe d’Espagne face à l’Atlético de Madrid, 3-2.
- Beerschot champion de Belgique.
- 13 juin : Fürth est champion d’Allemagne en s'imposant 4-1 en finale nationale face au Hertha BSC Berlin.
- 4 juillet : le Servette de Genève est champion de Suisse.
- 22 août : la Juventus est championne d’Italie.
  - Article détaillé : 1926 en football.

## Football américain
- Frankford Yellow Jackets champion de la National Football League. Article détaillé : Saison NFL 1926.

## Football canadien
- Coupe Grey : Senators d'Ottawa 10, Université de Toronto 7.

## Golf
- L’Américain Bobby Jones remporte le British Open.
- L’Américain Bobby Jones remporte l’US Open.
- L’Américain Walter Hagen remporte le tournoi de l’USPGA.

## Handball
- Création du club de Handball l'ASPTT Nancy.

## Hockey sur glace
- 18 janvier : la Suisse remporte le championnat d'Europe devant la Tchécoslovaquie.
- Coupe Magnus : Chamonix champion de France.
- HC Davos champion de Suisse (Ligue Nationale).
- Les Maroons de Montréal remportent la Coupe Stanley 1926.
- Création de la franchise des Red Wings de Détroit.

## Joute nautique
- Vincent Cianni remporte le Grand Prix de la Saint-Louis à Cette.

## Marche
- 1er août : le Suisse Jean Lindner remporte la 1re édition de Strasbourg-Paris en parcourant les 504 km en 78 heures 47 minutes à la moyenne de 6,397 km/h.

## Moto
- 30 - 31 mai, Bol d'or : Damitio gagne sur une Sunbeam.
- 14 juin - 3 décembre : Robert Sexé et Henri Andrieux bouclent le 1er tour du monde à moto (départ de Paris, retour à Bruxelles, 35 000 km dont 22 000 à moto)[1].

## Rugby à XV
- L’Écosse et l’Irlande remportent le Tournoi.
- Le Stade toulousain est champion de France.
- Le Yorkshire champion d’Angleterre des comtés.

## Tennis
- Championnat de France :
  - Le Français Henri Cochet s’impose en simple hommes.
  - La Française Suzanne Lenglen s’impose en simple femmes.
- Tournoi de Wimbledon :
  - Le Français Jean Borotra s’impose en simple hommes.
  - La Britannique Kathleen Godfree s’impose en simple femmes.
- Championnat des États-Unis :
  - Le Français René Lacoste s’impose en simple hommes.
  - L’Américaine Molla Bjurstedt Mallory s’impose en simple femmes.
- Coupe Davis : l'équipe des États-Unis bat l'équipe de France : 4 à 1.

## Tennis de table
- Création de la Fédération internationale de tennis de table (ITTF).
- 1er tournoi international de tennis de table organisé à Berlin.
- 1er Championnats du monde de tennis de table organisés à Londres, gagné par les Hongrois.

## Naissances
- 5 janvier : Veikko Karvonen, athlète finlandais. Médaille de bronze du marathon aux Jeux de Melbourne en 1956. († 1er août 2007).
- 6 janvier : Dick Rathmann, pilote automobile américain († 1er février 2000).
- 17 janvier : Clyde Walcott, joueur de cricket barbadien, (44 sélections en test cricket de 1946 à 1960, équipe des Indes occidentales). († 26 août 2006).
- 25 janvier : Dick McGuire, joueur, puis entraîneur américain de basket-ball († 3 février 2010).
- 12 mars : Les Shannon, footballeur, puis entraîneur britannique. († 2 décembre 2007).
- 17 mars : Antonio Rodriguez (es), athlète argentin, Président du Comité olympique argentin (COA) de 1977 à 2005. († 14 mai 2007).
- 25 mars : László Papp, boxeur hongrois († 16 octobre 2003).
- 2 avril : Jack Brabham, pilote automobile australien, champion du monde de Formule 1 en 1959, 1960 et 1966 († 19 mai 2014).
- 21 avril : Arthur Rowley, footballeur britannique (Angleterre), meilleur buteur dans la ligue anglaise de tous les temps. († 20 décembre 2002).
- 16 juin : Adriano Emperado, un des artistes martiaux ayant élaboré le kajukenbo  (système d'autodéfense). († 4 avril 2009).
- 3 juillet : Michel Lecointre, joueur français de rugby à XV. († 26 mai 1956).
- 4 juillet : Alfredo Di Stéfano, footballeur argentin († 7 juillet 2014).
- 14 juillet : Wallace Distelmeyer, patineur artistique canadien († 23 décembre 1999).
- 6 août : Clem Labine, joueur américain des ligues majeures de baseball. († 2 mars 2007).
- 12 août : René Vignal, footballeur français († 20 novembre 2016).
- 23 août : Michel Mathiot, gymnaste artistique français, († 2 février 1999).
- 18 septembre : Foekje Dillema, athlète néerlandaise, spécialiste du sprint. Exclue des compétitions au début des années 1950, sous la fausse accusation d'être un homme. († 5 décembre 2007).
- 24 septembre : Joe McNamee, joueur de basket-ball américain, évoluant au poste d'ailier fort ou de pivot. († 16 juillet 2011).
- 26 septembre : Trevor Allan, joueur de rugby à XV et de rugby à XIII australien. († 27 janvier 2007).
- 16 novembre : Jean-Claude Arifon, athlète français. († 8 juillet 2005).
- 22 novembre : Lew Burdette, joueur américain des ligues majeures de baseball. († 6 février 2007).
- 27 novembre : Lucienne Schmitt-Couttet, skieuse alpine française, championne du monde de slalom géant en 1954.
- 23 décembre : José Iglesias Joseito, footballeur espagnol. († 12 juillet 2007).
- Date précise inconnue ou non renseignée :
  - Maryse Begary, trapéziste française. († 2007).

## Décès
- 4 juin : Fred Spofforth (surnommé The Demon), 72 ans, joueur de cricket australien. (° 9 septembre 1853).